# Волков, Алексей Павлович
Волков Алексей Павлович (р. 22 августа 1991, Караганда, Казахстан) — российский спортсмен, чемпион Европы по рукопашному бою в весовой категории до 80 кг (2014).

## Биография
1 сентября 1998 года пошёл в Карагандинскую школу — лицей № 53. С первого класса увлекся спортом сначала это было карате (тренер Абылкасимов Руслан Абдреевич 1-5 класс), потом футбол (5-11 класс), легкая атлетика (6 класс), спортивные единоборства — карате, джиу-джитсу, боевое самбо (9-11 класс).
В июне 2008 окончил школу и переехал на постоянное место жительство в г. Калининград Российской Федерации.
1 сентября 2008 года был зачислен на первый курс факультета физической культуры и спорта Российского Государственного Университета имени Иммануила Канта (сейчас Высшая школа физической культуры и спорта Балтийского Федерального Университета имени Иммануила Канта). С октября начал заниматься рукопашным боем.

## Спортивные достижения
Первые успехи продемонстрировал в феврале 2009 года, когда выиграл Первенство Северо-Западного Федерального Округа России среди юношей 16-17 лет.
Норматив Мастера спорта России по рукопашному бою выполнил завоевав бронзовую награду на Первенстве России среди молодежи (18-23 лет), проводившегося в июне 2011 года в г. Ессентуки. Мастера спорта по боевому самбо выполнил в декабре 2012 завоевав бронзовую награду на Чемпионате Северо-Западного Федерального Округа России проводившегося в городе Великие Луки.
В марте 2013 года стал победителем Первенства России по рукопашному бою среди молодежи (18-23 лет).
В декабре 2013 года стал серебряным призёром Чемпионата России по рукопашному бою и вошёл в состав сборной России.
31 мая 2014 года представлял страну на Чемпионате Европы и завоевал золотую награду, тем самым выполнив норматив Мастера спорта международного класса.
Тренируется у Павла Тюпы. 
В 2014 году Алексею присвоено звание «Мастер спорта России международного класса».
В апреле 2015 года принимал участие на Чемпионате Мира по рукопашному бою в Москве, где получил тяжелую травму челюсти. Несмотря на это завоевал серебряную медаль. 
В декабре 2015 года  в Кабардино-Балкарии Алексей Волков завоевал две серебряные медали Чемпионата России по рукопашному бою.
В марте 2016 года бронза кубка России по рукопашному бою.
В сентябре 2019 года серебряная медаль кубка мира по рукопашному бою
В сентябре 2019 года золото кубка мира по рукопашному бою в разделе самооборона.
Приказом Министерства спорта России от 12.11.2020 г. № 123-нг Волкову Алексею присвоено почетное спортивное звание «Заслуженный мастер спорта России». За всю историю Калининградского спорта это только тридцать второе присвоение звания «Заслуженный мастер спорта России». 

## Тренерская деятельность
С 2012 года занимается тренерской деятельностью.  
В 2013 году получил первую квалификационную категорию.  
С 2011 года входит в тренерский штаб отделения рукопашного боя в МБУ ДО ДЮСШ № 13 по кикбоксингу и рукопашному бою.  
С 2012 года А. Волков основывает и руководит Клубом рукопашного боя «White Wolf» в Калининграде.  
Тренировочный процесс проходит по 3 адресам в г. Калининграде и в ПГТ Янтарный. 